# 奧貝德納涅 (諾夫哥羅德-謝韋爾斯基區)
51°51′19″N 33°2′57″E / 51.85528°N 33.04917°E
奧貝德納涅（烏克蘭語：Об'єднане），是烏克蘭的村落，位於該國北部切爾尼戈夫州，由諾夫哥羅德-謝韋爾斯基區負責管轄，始建於1931年，面積1.1平方公里，海拔高度132米，2001年人口274，人口密度每平方公里258.5人。